# Paraergasilus dichotomus
Paraergasilus dichotomus is een eenoogkreeftjessoort uit de familie van de Ergasilidae. De wetenschappelijke naam van de soort is voor het eerst geldig gepubliceerd in 2001 door El-Rashidy & Boxshall.